# 米爾斯代爾 (伊利諾伊州)
米爾斯代爾（英語：Millsdale）是位於美國伊利諾伊州威爾縣的一個非建制地區。該地的面積和人口皆未知。

## 地理
米爾斯代爾的座標為41°26′06″N 88°09′51″W / 41.43500°N 88.16417°W，而該地的平均海拔高度為159米（即522英尺）。